# ALAS
ALAS — (Advanced Light Attack System, сербский: АЛАС) — сербская противотанковая/многофункциональная ракетная система большой дальности (до 60 км), реализующая принцип «пуск в район предполагаемого нахождения цели — обнаружение и идентификация, выбор цели — поражение цели», в том числе в полностью автоматическом или полуавтоматическом режиме. Благодаря связи с ПУ посредством высокоскоростной волоконной оптики (потери не более 0,2 дБ/км) изображение района поиска в видимом и ИК-диапазонах позволяет оператору или более мощной, чем на самой ракете, ЭВМ, обнаруживать, идентифицировать цель и рассчитывать оптимальную траекторию подхода к ней. Отсутствие излучения (в отличие от наведения по лазерному лучу или посредством РЛС), волоконно-оптическая связь (до 240 Мбит/сек), малые ИК- и РЛС-сигнатуры обеспечивают высокие уровни незаметности и помехозащищенности, а экономичный двухконтурный ТРД 400N ТММ-40 — дальность и длительное, до 30 минут, барражирование в районе цели и возможность перенацеливания после пуска. Изначально созданная как противотанковая система, за счет изменения боеголовки на фугасную или термобарическую вкупе с адаптивной программой атаки позволяет успешно применять ее против малоскоростных воздушных (вертолеты, БПЛА), наземных и надводных (техника, ДОТы, катера и скоростные маломерные суда типа диверсионных и т. п.) целей, фактически превращая в тактическую систему поддержки пехоты и повышая возможности по мобилизации и концентрации огневой мощи. Также возможно применение системы без боеголовки в качестве разведывательного/патрульного БПЛА. Создана сербской компанией EDePro (состоит из выпускников и сотрудников бывшей лаборатории реактивного движения при механико-инженерном факультете Белградского университета), впервые представлена на International Defense Fair PARTNER в Белграде в 2009 году. В 2013 сообщалось в подписании контракта с ОАЭ.

## Конструкция и модификации
По направлению к хвостовой части: двухспектральная (видимый свет/ИК) гиростабилизированная камера в частично прозрачном обтекателе, отсек управления (ИНС, рулевые машинки, источник питания) с треугольными «крылышками», боеголовка, отсек топлива с воздухозаборниками и Х-образно расположенными складными крыльями, ТРД с плоским соплом и катушка с оптическим кабелем, твердотопливный ускоритель. По кабелю передается как изображение с камеры, так и сигналы управления с ПУ. Вероятно, в силу малой высоты полета, применяется лазерный или радиовысотомер (на что указывает также производитель, упоминая использования цифровых карт местности при подготовке полетного задания).
Фактически представляет собой крылатую ракету наземного/надводного базирования, запускаемую из ТПК (4 или 8 на носителе, которым может быть бронетехника, коммерческие грузовики, катер или даже маломерное судно — напр., в варианте для ОАЭ используется шасси Nimr 6x6). Сбрасываемый стартовый твердотопливный ускоритель выводит ракету на высоту примерно 500 м с перегрузками до 10g и придает ей начальную скорость, необходимую для запуска ТРД, после чего ракета под управлением ИНС (опционально — СНС GPS) следует со скоростью 180—200 м/с в район цели по запрограммированной траектории (в том числе с обходом зон ПВО) и может барражировать там до получаса. Оператор по волоконно-оптическому кабелю получает изображение с камеры (поле зрения 5 х 7°, дальность обнаружения танка 3 км), выбирает цель или указывает район ее автоматического поиска (для неподвижных контрастных целей размером не менее 5*5 м).
Варианты:

### ALAS-A
- Длина 2300 мм
- Диаметр 175 мм
- Размах крыльев 1450 мм
- Вес — 50 (55 по другим данным) кг
- Скорость: 180—200 м/с
- Максимальная располагаемая перегрузка - 3g (10g - продольная, во время старта)
- Высота полета: 150—500 м
- Дальность: 25 км
- Бронепробитие тандемной кумулятивной БЧ: 800 мм гомогенной брони.
- Вес боевой части — 10 кг
- Тяга ускорителя — 450 кгс
- Время работы стартового ускорителя — 3,5 сек.
  - ТРД 400N ТММ-40[4]
    - тяга — до 400 Н на уровне моря
    - удельный расход топлива — 0,142-0,15 кг/Н*час
    - высоты — до 5000 м
    - размеры — 150*560 мм
    - вес — 5,6 кг

ALAS-B
Вариант бОльшей (60 км) дальности.
ALAS-C
Противокорабельный вариант для береговой обороны ближнего рубежа (в том числе контр-диверсионной). Разрабатывается для ОАЭ. Дальность полета 25 км с возможностью ее увеличения до 50 км. Высота полета — 5 м.
LORANA (LOong RAnge Non-line of sight Attack system)
Вариант ближнего действия с вертикальным стартом и твердотопливным ракетным двигателем тягой 300Н и общим импульсом 14 000Н вместо ТРД. Дальность пуска до 9 км. Предназначен для оперативной противотанковой поддержки с закрытых позиций. Сопла (2 шт) расположены между крыльями (в местах размещения воздухозаборников ТРД). Более развитые рулевые поверхности обеспечивают бОльшую маневренность, необходимую для точного наведения в условиях лимита времени, при пуске на меньшие дистанции вне прямой видимости оператора.